# Tautos ir teisingumo sąjunga (centristai, tautininkai)
Tautos ir teisingumo sąjunga (centristai, tautininkai), kurz TTS, (deutsch Vereinigung von Nation und Gerechtigkeit (Zentristen, Nationalisten)) ist eine rechte Partei in Litauen, die 2003 gegründet wurde.

## Bezeichnungen
Die Partei hieß von 2003 bis 2005 Nacionalinę centro partiją (NCP); von 2005 bis 2019 Lietuvos Centro partija (LCP, „Litauische Zentrumspartei“) und von 2019 bis 2020 Centro partija „Gerovės Lietuva“ sowie von 2020 bis 2021 Centro partija-Tautininkai.

## Geschichte
Die erste ähnliche Partei in Litauen war die Lietuvos centro sąjunga (LCS). Die LCP war eine Abspaltung von der LCS.
Bei der Parlamentswahl 2016 ging die LCP mit der Lietuvos liaudies partija die Listenvereinigung Antikorupcinė koalicija („Antikorruptions-Koalition“) ein und scheiterte mit einem Stimmanteil von 6,3 Prozent an der für Wahlbündnisse geltenden Sieben-Prozent-Hürde. Nur Naglis Puteikis zog für die Partei in den Seimas ein, da er ein Direktmandat in seinem Wahlbezirk in der litauischen Hafenstadt Klaipėda erringen konnte.
Bei der Präsidentschaftswahl in Litauen 2019 bekam der Parteivorsitzende Naglis Puteikis insgesamt 10.912 Stimmen (0,79 %). Im selben Jahr hatte die Partei circa 4.000 Mitglieder.

## Leitung
- 2016–2021: Naglis Puteikis (* 1964), Denkmalschützer
- seit 2021: Petras Gražulis (* 1958)